# Неедлы, Зденек
Зде́нек Не́едлы (чеш. Zdeněk Nejedlý; 10 февраля 1878, Литомишль — 9 марта 1962, Прага) — чехословацкий историк, музыковед, литературный критик, государственный деятель. Член-корреспондент АН СССР (с 1947 года).

## Биография
Окончил философский факультет Карлова университета. В 1900 году впервые посетил Россию, изучал русский язык и литературу. В 1899—1909 годах работал в Национальном музее.
В 1909—1939 годах — профессор Карлова университета; читал курсы общей и чешской истории музыки, в 1918 году прочитал лекции по истории русской музыки.
В 1910—1920-х годах издавал журнал «Smetana», был его главным редактором. Инициировал создание «Музыкального клуба», где устраивались концерты чешской и зарубежной музыки.
В 1922—1930 годах издавал журнал «Var» («Кипение»).
Был одним из первых членов Коммунистической партии Чехословакии. В 1925 году инициировал создание «Общества культурного и экономического сближения с Новой Россией», был его председателем. Один из руководителей Союза друзей СССР, неоднократно приезжал в СССР:
- на двухсотлетний юбилей Академии наук СССР (1925),
- на празднование десятилетия Великой Октябрьской социалистической революции (1927),
- на спектакли «Проданная невеста» (Киев), оперу И. Дзержинского «Тихий Дон» (Ленинград; 1936)[3].

В 1935 году участвовал в создании Чехословацкого комитета действия по укреплению мира. Был председателем Комитета друзей республиканской Испании, в 1936 году посетил Испанию в составе делегации деятелей чехословацкой культуры.
После 15 марта 1939 г. скрывался в здании советского генконсульства в Праге. В начале апреля тайно выехал с советским паспортом через Польшу в СССР. 13 апреля 1939 года впервые выступил в передаче Московского радио для Чехословакии. В 1941—1945 годах являлся вице-председателем Всеславянского комитета, выступал на радио и в качестве публициста. Работал в Институте истории АН СССР, преподавал в Московском университете (профессор). Член Союза композиторов СССР.
С созданием в Кошице временного чехословацкого правительства вошёл в его состав. В 1945—1946 годах — министр школ и народного просвещения Чехословакии, в 1946—1948 годах — министр труда и социального обеспечения, с февраля 1948 по январь 1953 года — министр школ, наук и искусств, в январе — сентябре 1953 — заместитель премьер-министра, с сентября 1953 — министр без портфеля.
Одновременно в 1945—1962 годах — профессор Карлова университета.
С 1945 года — депутат Национального собрания Чехословакии.
С 1946 года — член ЦК и Президиума ЦК КПЧ.
С 1945 года был председателем Союза чехословацко-советской дружбы, председателем Славянского комитета, членом Чехословацкого комитета защиты мира.

### Семья
Отец — Р. Неедлы, композитор, педагог.
Жена — Мария Неедлова (1881—1953).
Дочь — Здена Неедлова (Недведова) (1908—1998), врач.
Сын — Вит Неедлы (1912—1945), композитор, член Союза композиторов СССР.

## Научная деятельность
В 1900 году защитил диссертацию на степень доктора философии. С 1907 года — член Чешской академии наук и искусств, в 1945 году стал её президентом. В 1952—1962 годах — первый президент Чехословацкой АН.

### Историк
Основные направления исследований — проблемы истории культуры, древней, средневековой, новейшей истории Чехословакии.
Исследовал гуситское революционное движение XV в. («От Гуса к Табору» — «Od Husa к Táboru», 1921; «Ян Гус и его социальное значение» — «Jan Hus a jeho význam sociálni», 1925; «Гус и наше время» — «Hus a naše doba», 1936), в котором он видел не только религиозное и национальное движение, но, прежде всего, грандиозную социальную битву.
Труд «История чешского народа» (т. 1) удостоен Государственной премии ЧССР.
Автор книг «Ленин» («Lenin», т. 1—2, 1937—1938) и «История Советского Союза» («Dějiny Sovětského Svazu», 1948).

### Музыковед
Один из основоположников чехословацкой демократической музыковедческой школы.
Первые музыковедческие работы («История до-гуситской песни в Чехии», 1904; «Возникновение гуситской песни», 1907; «История гуситской песни в эпоху гуситских войн» — «Dějiny husitského zpěvu», 1913) исследовали самобытность музыкального языка и характера гуситских песен и хоралов, их значение для творческой традиции чешской музыки.
В многочисленных работах, посвящённых творчеству Б. Сметаны («Сметана и политика», 1907; «Оперы Сметаны», 1908; «Бедржих Сметана», т. 1—4, 1924—1933, и др.), подчёркивал народность и значение наследия Сметаны для современности. Участвовал в создании музея Бедржиха Сметаны в Праге инициировал сооружение памятника Сметане в Литомышле.
Книга «Советская музыкальная культура» (1936) была первым исследованием в Чехословакии на эту тему; написана в том числе и на основе личных впечатлений.
Написал очерки по вопросам истории чешской музыки, об отдельных крупных произведениях, о Витезславе Поваке, Зденеке Фибихе, Отакаре Острчиле, монографию о Йозефе Ферстере (1910), а также двухтомник «История оперы Национального театра» (1935).

### Литературовед
В литературоведческих работах («Коммунисты — наследники великих традиций чешского народа», 1936, «О реализме истинном и псевдореализме», 1948, «О задачах нашей литературы», 1949) исследовал демократические и реалистические традиции чешской литературы. Показал в ряде работ общественное значение творчества А. Йирасека («Четыре исследования об Ал. Йирасеке» — «Čtyři studie o Al. Jiráskovi», 1949, статьи 1902, 1911, 1921, 1926), написал монографию о Б. Немцовой (1927). Публиковал в Чехословакии статьи о русских классиках (А. С. Пушкине, А. П. Чехове, Н. В. Гоголе, М. Горьком), а в СССР — о чешской литературе («Из истории отношений чехословацкой и советской литературы» // Новый мир. — 1945. — № 2—3, и др.).

## Награды
- три ордена Клемента Готвальда (07.02.1953, 07.05.1955, 10.02.1958)[9].
- орден Республики
- Государственная премия ЧССР — за труд «История чешского народа»
- два ордена Ленина (10.06.1945; 28.04.1953[10]) (СССР)
- орден Георгия Димитрова (НРБ)
- Почётный профессор МГУ (1953)[11]

## Память
Именем З. Неедлы названа площадь в Москве.

## Избранные издания на русском языке
Источник — Электронные каталоги РНБ
- Неедлы З. Бедржих Сметана / [Пер. с чешского]. — Прага: Орбис, 1924. — 79 с.
- Неедлы З. История чешского народа / Пер. с чешского С. Н. Дзюбинского и Т. А. Егоровой. — М.: Изд-во иностр. лит., 1951. — Т. 1: Чехия в древнейшие времена. — 252 с.
- Неедлы З. Алоис Ирасек : [биогр. очерк] / Пер. с чешского. — Прага: Орбис, 1952. — 97 с.
- Неедлы З. Статьи об искусстве / Пер. с чешского. — Л.; М.: Искусство, 1960. — 631 с. — 2000 экз.
- Неедлы З. Избранные труды / Пер. с чешского. — М.: Музгиз, 1960. — 519 с. — 1200 экз.